# Veziculită
Veziculita este o inflamație a veziculelor seminale, care sunt glande mici situate în apropierea prostatei, responsabile de producerea unei părți a lichidului seminal.

## Context medical
- Sistemul reproductiv masculin: Veziculele seminale sunt parte din sistemul reproductiv masculin și contribuie la producerea și stocarea lichidului seminal care este eliberat în timpul ejaculării.
- Cauze: Veziculita poate fi cauzată de infecții bacteriene, inclusiv cele transmise sexual, sau de alte factori care provoacă inflamația, cum ar fi traumatisme sau obstrucții.
- Simptome: Simptomele pot include durere în zona pelvină, disconfort la ejaculare, sânge în spermă și uneori simptome urinare cum ar fi durerea sau senzația de arsură la urinare.
- Tratament: Tratamentul veziculitei implică de obicei antibiotice pentru a combate infecția, analgezice pentru a reduce durerea și, în unele cazuri, alte proceduri medicale dacă sunt identificate complicații.

1. ↑  [www.webmd.com „webmd”] Verificați valoarea |url= (ajutor).